# Elin Olofsson
Elin Marie Olofsson, född 17 augusti 1979, är en svensk författare och journalist, bosatt i Offerdal, Jämtland.
Hon debuterade som författare 2013 med Då tänker jag på Sigrid, utgiven på förlaget Wahlström & Widstrand. 2019 har hon totalt utkommit med fem romaner. Hennes roman Krokas utkommer under 2019 också i Tyskland och Tjeckien.
Elin Olofsson hade Sommar i P1 2018, där hon bland annat talade om sina förmödrar och i vems öra hon viskar ”jag älskar dig.”

## Utmärkelser
- 2014 – Carl Zetterström-medaljen [3]
- 2016 – Länstidningen i Östersunds kulturpris
- 2017 – Krokoms kommuns kulturpris